# Karel Ignác Thám

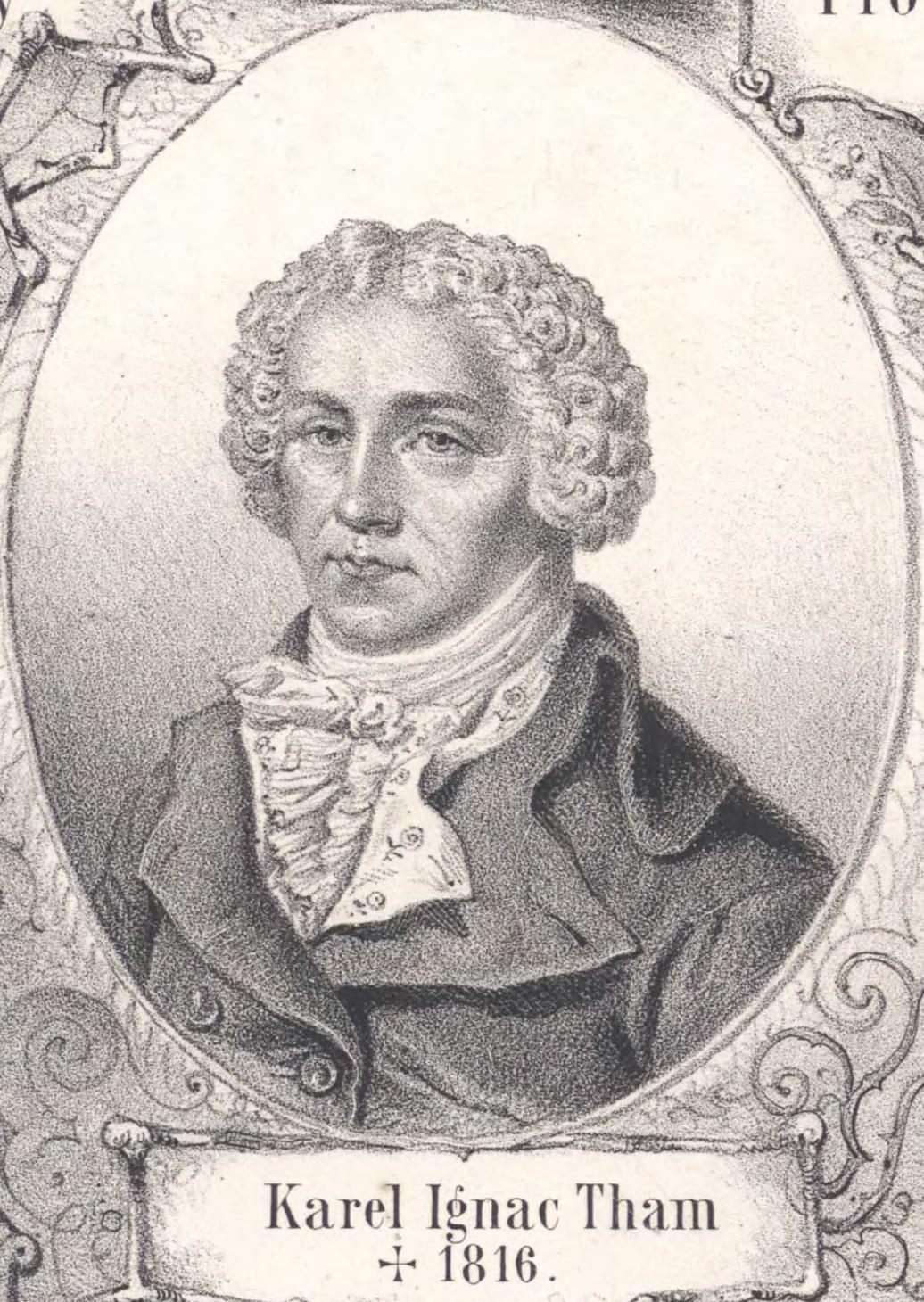
Karel Ignác Thám

Karel Václav Ignác Thám, född 4 november 1763 i Prag, död där 7 mars 1816, var en tjeckisk språkforskare. Han var bror till Václav Thám.
Thám utgav 1783 en polemisk studie Obrana jazyka Českého, i vilken han framhöll det tjeckiska språkets ursprunglighet och krav på självständighet, samt 1803 i bokform sina föreläsningar Über den Charakter der Slaven. Förutom flera språkläror författade han många lexikografiska arbeten, däribland Deutsch-böhmisches National-Lexikon (1788; nya upplagor 1799, 1814). Tillsammans med sin bror diktade han den versifierade prologen Svátek ceského jazyka (det tjeckiska språkets högtid) vid den första tjeckiska teaterföreställningen 1785. Dessutom översatte han för scenen bland annat William Shakespeares "Macbeth" och Friedrich Schillers "Räuber".